# قویدر بوکساسا
قویدر بوکساسا (انگلیسی: Kouider Boukessassa؛ زادهٔ ۳۰ مهٔ ۱۹۷۴) بازیکن فوتبال اهل الجزایر بود.
از باشگاه‌هایی که در آن بازی کرده‌است می‌توان به باشگاه فوتبال شباب بلوزداد و باشگاه فوتبال مولودیه وهران اشاره کرد.
وی همچنین در تیم ملی فوتبال الجزایر بازی کرده‌است.